# Säkkijärvi

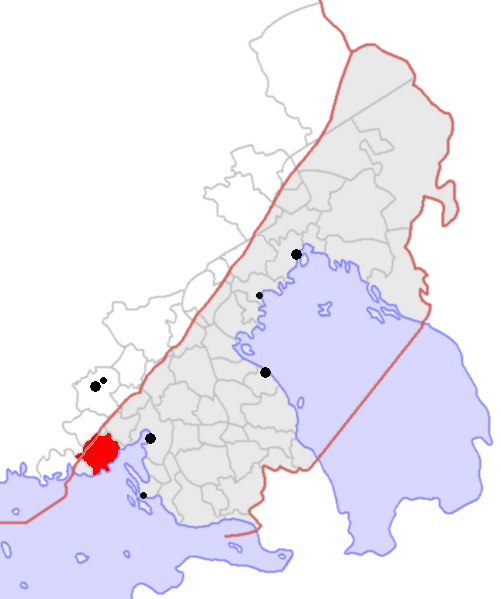
Säkkijärvi.

Säkkijärvi (ryska: Kondratjevo) var en tidigare kommun i Kymmene härad i Viborgs län.
Ytan var 873,0 km² och kommunen beboddes av 12 911 människor med en befolkningstäthet av 14,8 km² (1908-12-31).
Säkkijärvi var enspråkigt finskt.
Säkkijärvi torde i början av 1500-talet ha avskilts som ett kapell under Viborgs församling.
Finland var 13 mars 1940 tvunget att, genom fredsfördraget i Moskva, avträda största delen av kommunens område till Sovjetunionen. Området återerövrades av finländska trupper 1941 under Fortsättningskriget, för att på nytt gå förlorat genom vapenstilleståndsavtalet 19 september 1944.